# Krallenfrosch
Der Glatte Krallenfrosch (Xenopus laevis), auch Afrikanischer Krallenfrosch, Apothekerfrosch, Glatter Spornfrosch oder oft einfach nur Krallenfrosch genannt, ist eine der Arten aus der Gattung der Krallenfrösche (Xenopus) innerhalb der Zungenlosen Frösche (Familie Pipidae). Wissenschaftlich nicht mehr gültige Synonyme sind: Pipa laevis, Pipa bufonia, Xenopus boiei, Xenopus victorianus, Xenopus muelleri (Peters, 1844). Krallenfrösche stellen das afrikanische Gegenstück zu den südamerikanischen Wabenkröten (Gattung Pipa) aus derselben taxonomischen Familie dar. Die Artentwicklung bei Xenopus ist genetisch betrachtet sehr interessant, da sie aufgrund der Allopolyploidie mit verschiedenen Polyploidiestufen in Verbindung gebracht wird. Der Glatte Krallenfrosch ist daher seit Anfang des 20. Jh. an vielen Universitäten ein bevorzugter Modellorganismus für Forschung und Lehre, z. B. in den Fakultäten Molekular- und Zellbiologie.

## Verbreitung

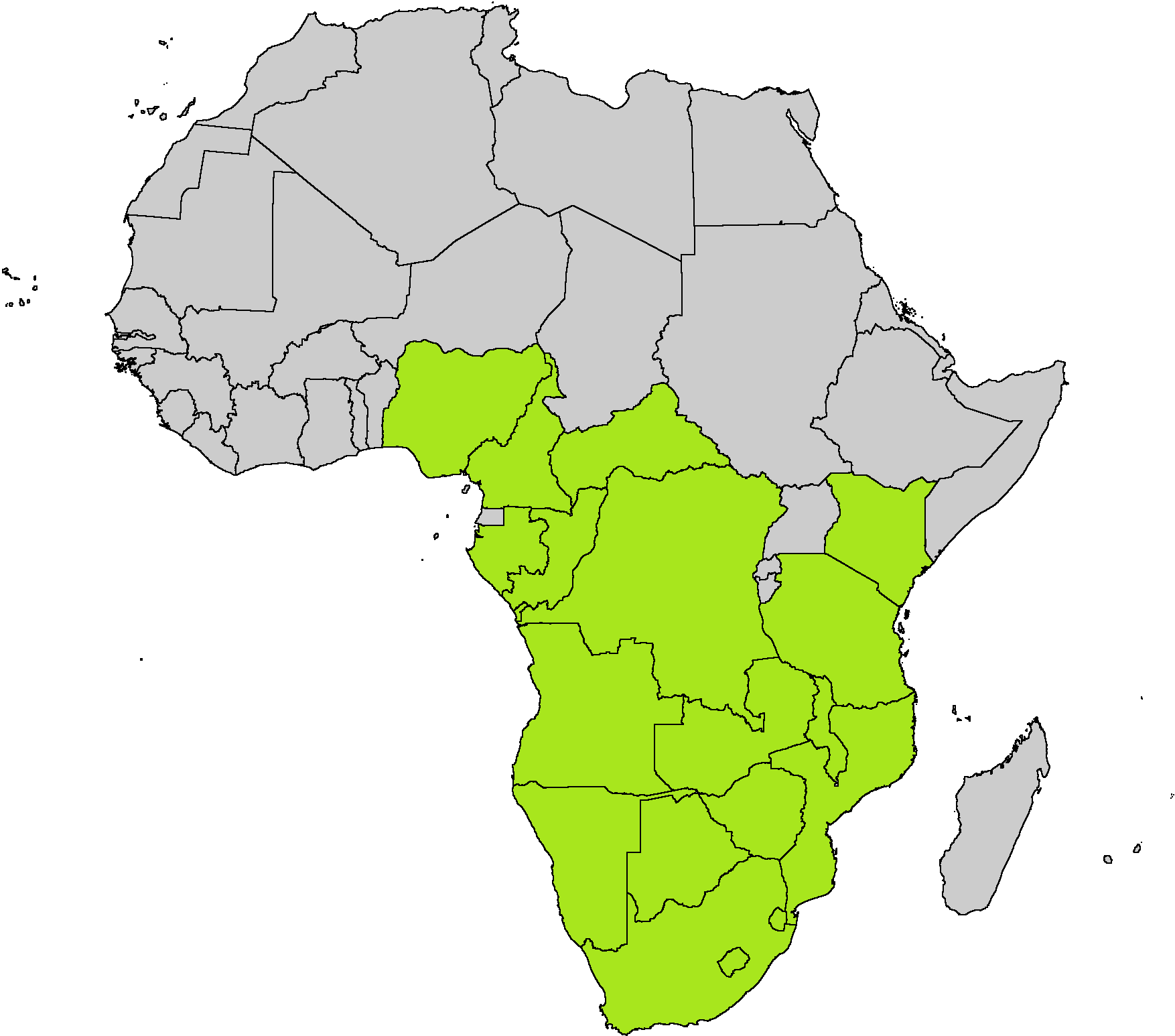
X. laevis, natürliche Verbreitung in Afrika

Die natürliche Verbreitung beschränkt sich auf Afrika südlich der Sahara. Schwerpunkte liegen in Angola, Namibia, Eswatini, Malawi, Simbabwe und Südafrika. Wegen einer jahrzehntelangen massenhaften Verwendung als Labortier (früher als Indikator-Organismus für Schwangerschaftstests, heute in der Entwicklungsbiologie; siehe unten) sowie für den Zoohandel haben sich die Tiere durch Unachtsamkeit des Menschen in großen Teilen des Südens der USA und teilweise auch in Europa erfolgreich im Freiland angesiedelt. Insbesondere in Frankreich, Italien und Portugal. Aber auch vereinzelte Gebiete in Deutschland scheinen den klimatischen Anforderungen des Froschs zu entsprechen. Hier halten sich die anpassungsfähigen Krallenfrösche bevorzugt in warmen, meist stehenden Gewässern auf. Im Freiland übertragen sie den gefährlichen Chytridpilz; dieser verursachte laut einer im März 2019 veröffentlichten Studie den Bestandsrückgang von mehr als 500 Amphibienarten sowie das Aussterben von 90 Arten. Ausgesetzte Krallenfrösche haben – anders als auf dem afrikanischen Kontinent – in Europa kaum Fressfeinde. Vor potentiellen Prädatoren (Wasservögel, Raubfische) schützen sich die Frösche mittels ihrer glatten Hautoberfläche sowie eines Hautsekrets, das giftig ist. Beim direkten Kontakt kann auch es beim Menschen Allergien auslösen.

## Merkmale und Lebensweise
Der Glatte Krallenfrosch besitzt einen flachen Kopf und einen stromlinienförmigen Körper, der bei weiblichen Exemplaren etwa 10 bis 13 Zentimeter erreicht – Männchen bleiben deutlich kleiner. Die Rückenfarbe ist vorwiegend oliv-braun, der Bauch sowie die Innenseiten der Schenkel sind meist hell-beige gefärbt, mit zahlreichen unregelmäßig verteilten, kleinen Pigmentierungen. Die wenig entwickelten Vorderbeine tragen je vier lange Finger ohne Schwimmhäute (im Gegensatz zu den Zwergkrallenfröschen). Die auffallend muskulösen Hinterbeine besitzen je fünf Zehen, wobei die drei inneren mit kräftigen, schwarzen Hornkrallen versehen sind. Sie haben der Gattung ihren Namen gegeben. Zwischen den Zehen befinden sich Schwimmhäute, die bis an die Zehenspitzen reichen. Ausgewachsene Krallenfrösche sind hervorragende Schwimmer, die sich unter Wasser durch Rudern und Stoßen mit den Hinterbeinen sehr schnell fortbewegen. Die kleinen, runden Augen sind nach oben gerichtet und erfassen sofort jede Bewegung, die sich über der Wasseroberfläche abspielt. Trotz der rein aquatilen Lebensweise handelt es sich um lungenatmendes Tier. Nur die Kaulquappen besitzen Kiemen. Die Haut des Krallenfrosches ist derart glatt und schlüpfrig, dass man ihn mit bloßen Händen kaum ergreifen kann. Farbliche Varianten, wie bei vielen Amphibien, sind auch bei dieser Art vorhanden. Albinismus tritt vor allem unter gezüchteten Tieren häufiger auf.

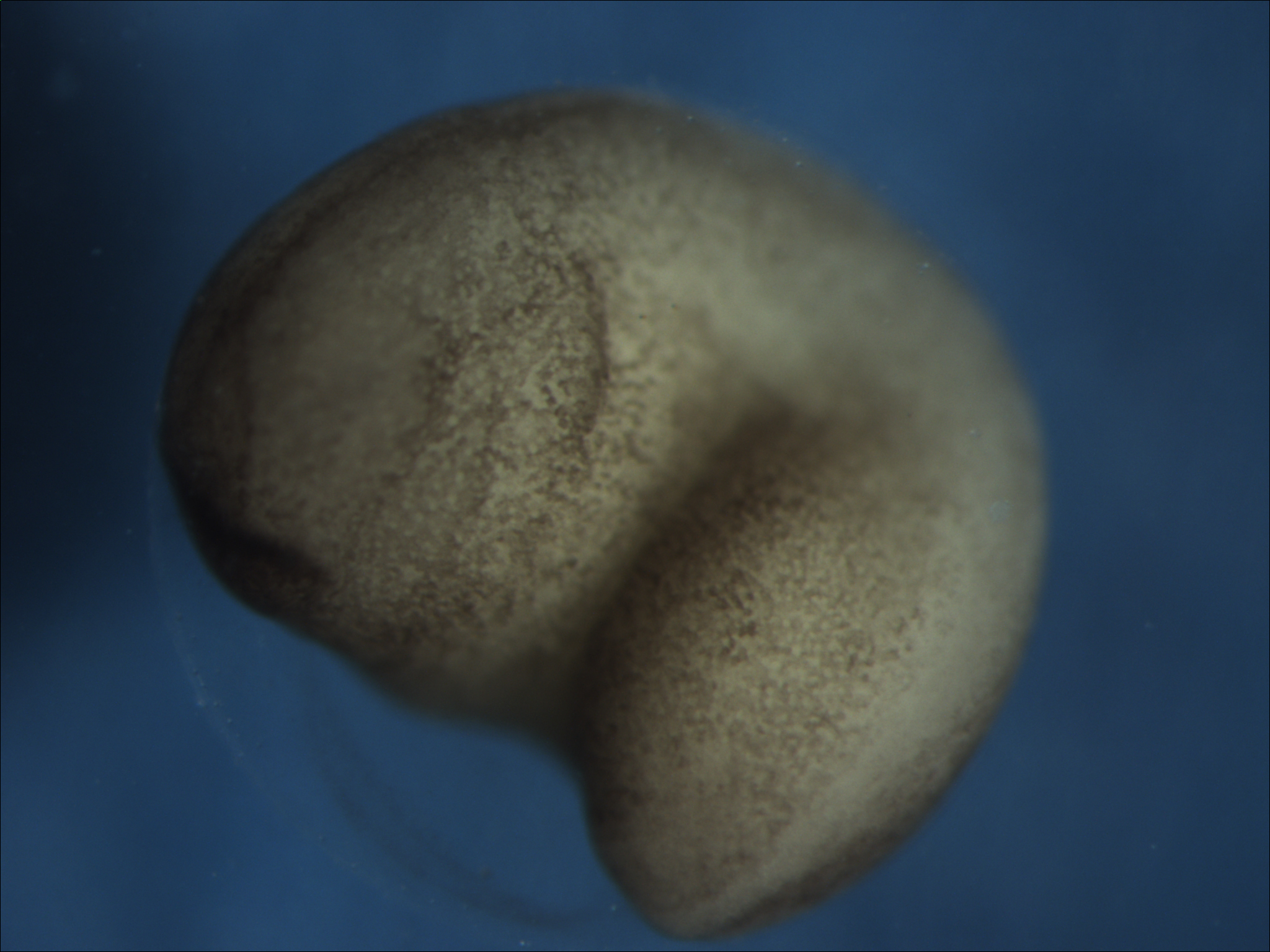
X. laevis, drei Tage alter Embryo in der Eihülle
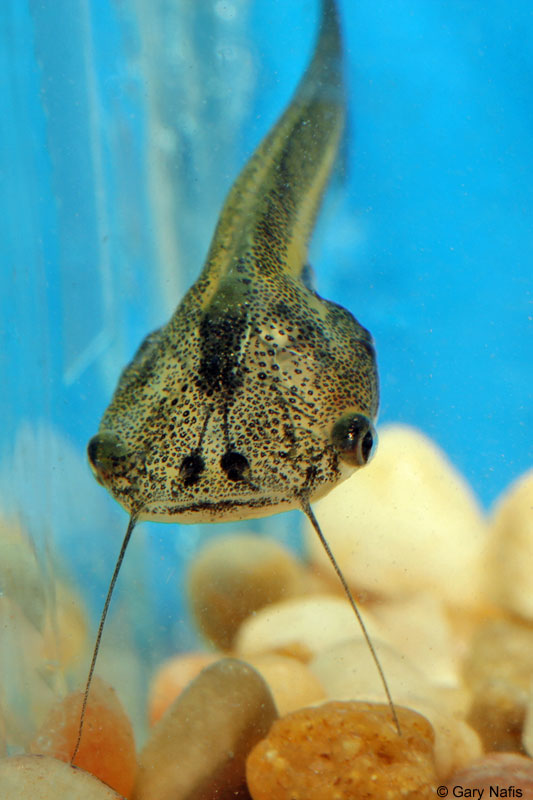
Aquatische Larve mit sog. „Barteln“ (Sinnesorgane)
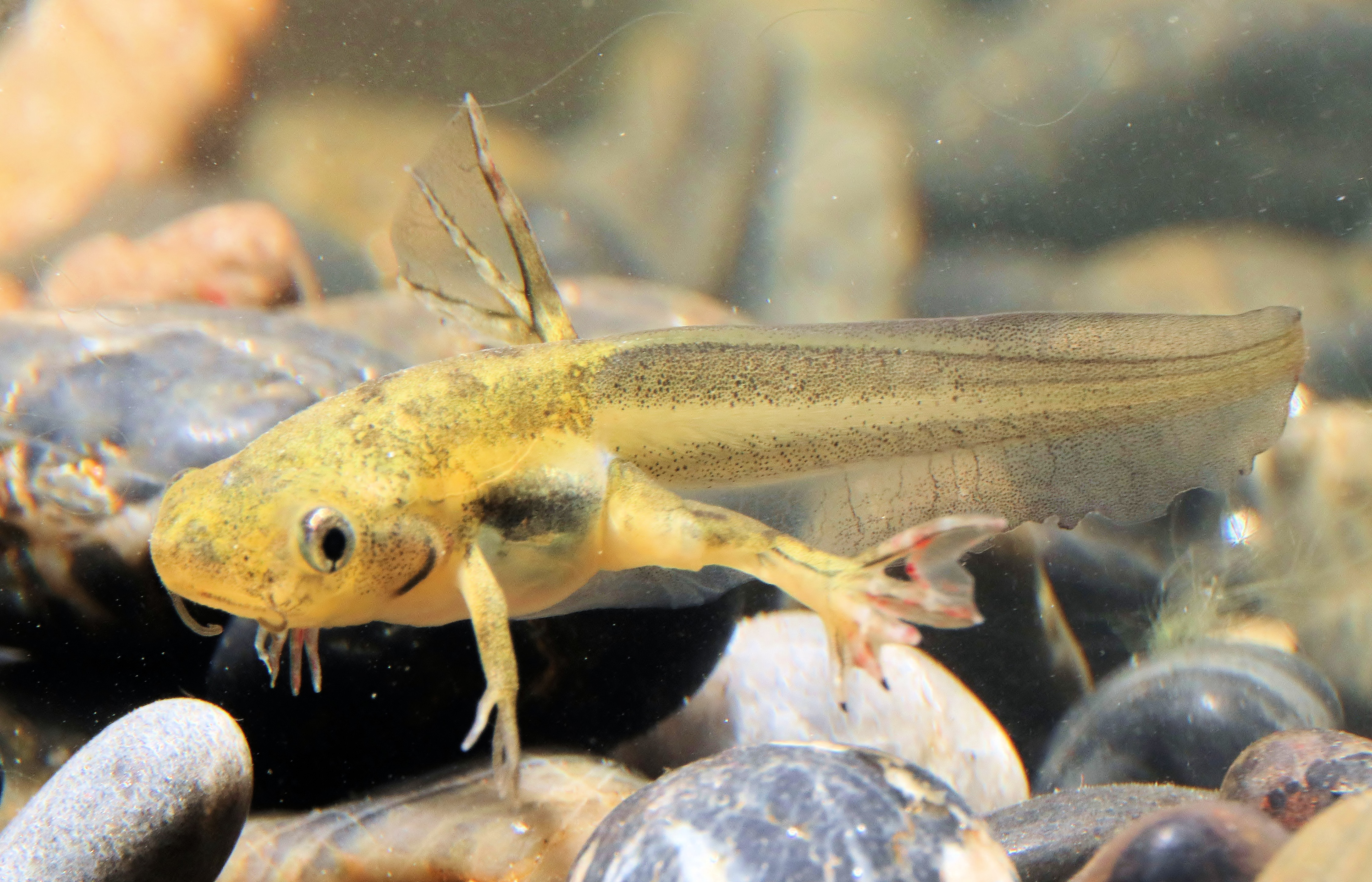
Larve mit bereits entwickelten Beinen
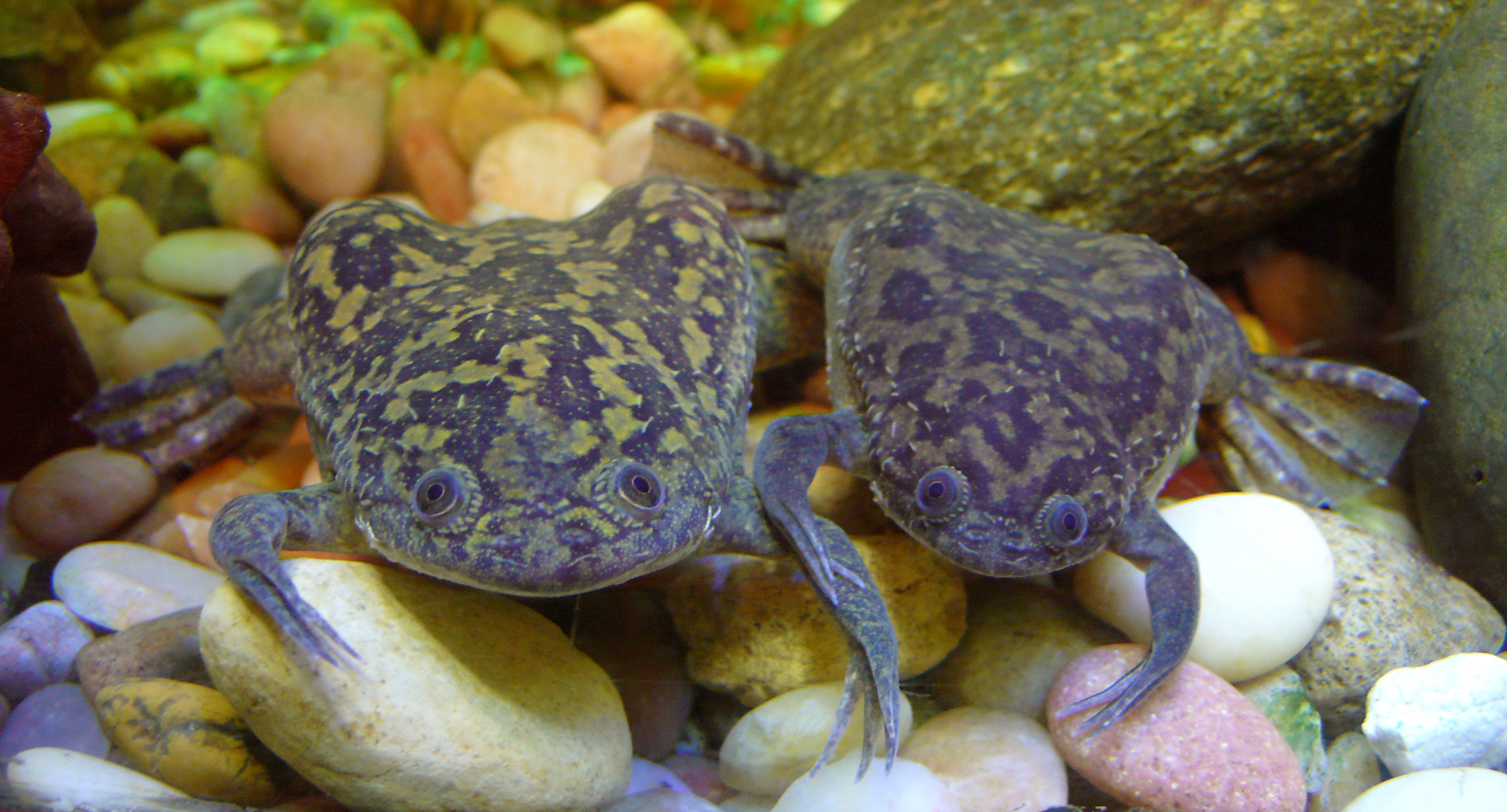
Zwei Jungtiere nach der Metamorphose
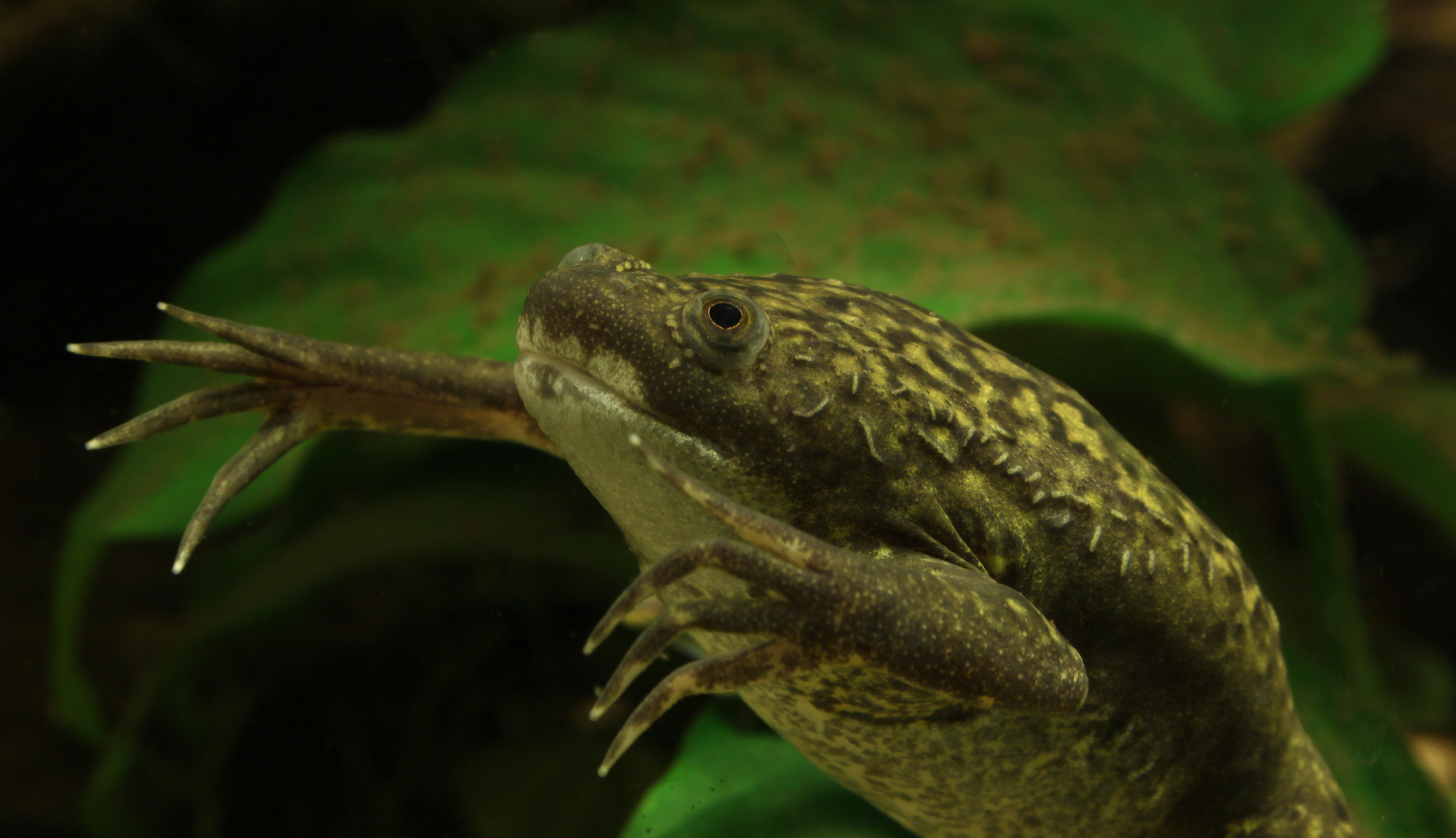
Kopfregion und Vorderbeine in der Nahaufnahme
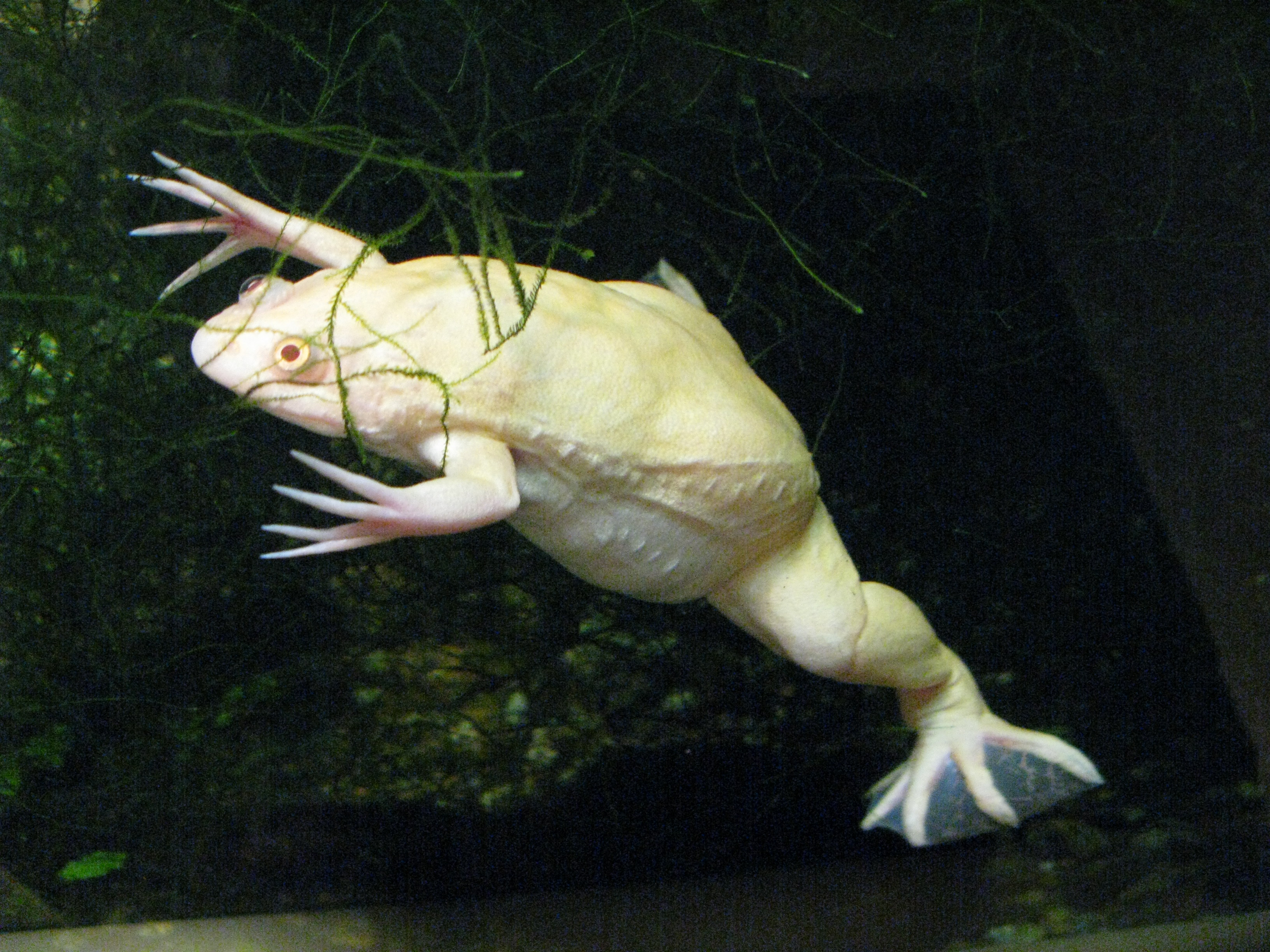
Adulter Albino mit den typisch roten Augen

Der Frosch, der rund 15 bis etwa 25 Jahre alt werden kann, lebt ständig in ruhigen Gewässern, die er nur notgedrungen, wie bei Austrocknung oder Nahrungsmangel, verlässt. Er ist vorwiegend dämmerungs- und nachtaktiv. Die Männchen rufen unter Wasser mit dunkler Stimme („gra-gra-gra“ bzw. „kreik-kreik“). Das setzt voraus, dass die Frösche über ein Gehör verfügen, obwohl dies von außen nicht unmittelbar erkennbar ist. Gut erkennbar dagegen ist ein ausgeprägtes Seitenlinienorgan, an den Körperlängsseiten. Man erkennt das Organ gut anhand erhabener, „nahtähnlicher“ Linien, bestehend aus kleinen Ausstülpungen der Hautoberfläche.
Weibliche Exemplare wachsen schneller heran und sind entsprechend früher geschlechtsreif als die Männchen. Man erkennt sie daran, dass sie bei gleichem Alter gut ein Viertel größer sind als die männlichen Exemplare. Außerdem haben nur sie drei lappige Fortsätze an der Kloake. Während der Laichzeit tragen die Männchen deutlich sichtbare, dunkle Brunstschwielen an den Innenseiten der Arme. Sie umklammern, wie alle Arten der Mesobatrachia (und auch der Archaeobatrachia), die Weibchen in der Leistengegend – man spricht von einem inguinalen Amplexus. In der freien Wildbahn laichen Krallenfrösche bei guten Umweltbedingungen mehrmals im Jahr ab.
Während des Laichaktes, der sich bis zu fünf Tage hinziehen kann, heftet das Weibchen die gelblich gefärbten Eier an Wasserpflanzen oder anderes. Nach knapp einer Woche schlüpfen daraus etwa drei Millimeter große Larven, die in ihren ersten Lebenstagen von ihrem Dottersack zehren; von da an ernähren sie sich durch Filtration von Feinstpartikeln. Die Kaulquappen von Xenopus fallen dadurch auf, dass sie sich mit nach unten gesenktem Kopf und ondulierenden Schwanzschlägen langsam durchs Wasser bewegen. Am Maul haben sie zwei lange Barteln, die an den Seiten der Mundspalte entspringen und nach vorne gerichtet sind. Mit ihnen ertasten die Tiere sowohl die Umgebung als auch kleinste Nahrungsorganismen am Boden. Ständig öffnet und schließt sich ihr Maul – sie nehmen so Wasser auf, um dieses mit Hilfe der Kiemenbögen nach planktischen Nahrungspartikeln (z. B. Grünalgen, Kieselalgen) zu filtern. Durch die paarigen Atemlöcher (Spiracula) wird das Wasser wieder abgegeben. Nach etwa vier Wochen stellen die nun schon sehr den Alttieren ähnelnden Jungtiere ihre Ernährung auf feste tierische Kost um. Die Barteln bilden sich in dieser Zeit zurück.

## Ernährung
Seine Nahrung sucht der Krallenfrosch in freier Wildbahn in den oberen Sedimentschichten des Gewässergrundes, indem er mit seinen Vorderarmen das Substrat nach Kleinorganismen aufwirbelt. Da X. laevis weder Zunge noch Zähne besitzt, werden die aufgewirbelten Beutetiere über ein spezielles Verhalten, das „Saugschnappen“, erfasst und geschluckt. Man weiß, dass Krallenfrösche am ganzen Körper zahlreiche Sinneszellen besitzen. Mit Hilfe dieses Organellen registriert der Frosch in seinem näheren Umfeld sowohl Wasserbewegungen als auch wasserchemische Veränderungen. Dank dieser Sinnesleistungen sind die Tiere in der Lage, sich ein genaues Bild über die Position von potentiellen Beutetieren in ihrem direkten Umfeld zu machen. In der Regel ernährt sich X. laevis von wasserlebenden Insektenlarven (z. B. Chironomiden, Culciniden) und Würmern; aber auch kleinere Fische und Krebstiere werden verzehrt. Bei hohen Besatzdichten in Aquarien oder Zuchtanlagen kann unter den Fröschen stressbedingter Kannibalismus auftreten. Dabei werden auch die eigenen Gelege oder Kaulquappen erbeutet.

## Krallenfrösche in Wissenschaft und Forschung

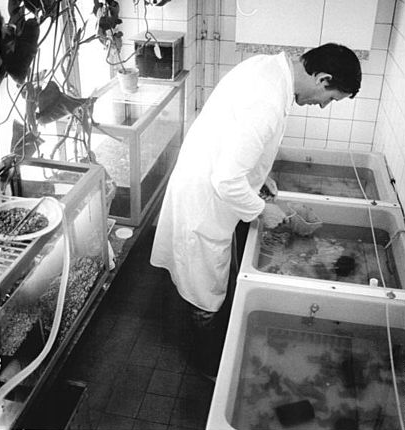
Xenopus laevis in Haltung, Uni Leipzig

Krallenfrösche sind an vielen Universitäten seit langem bevorzugte Modellorganismen für die zellbiologische und entwicklungsphysiologische Forschung und Lehre. Ihre Embryonen in den zahlreich ins Wasser abgegebenen Eiern (10.000 bis 15.000 Stück pro Weibchen und Jahr) sind leicht zugänglich, und auch unbefruchteter Laich kann durch die Gabe des menschlichen Hormons Choriongonadotropin erhalten und später jederzeit befruchtet werden. Die Eier sind relativ groß und resistent gegen Infektionen nach Eingriffen, wie etwa Transplantationen. Unter normalen Lebensbedingungen wird X. laevis bereits mit zwei Jahren geschlechtsreif. Generell sind die dämmerungsaktiven Tiere im Labor leicht zu halten. Größere Plastikwannen mit beheiztem Wasser um die 22 bis 24 °C sind völlig ausreichend. Für die Zucht empfehlen sich höhere Temperaturen (26 °C). Wichtig sind feste Abdeckungen über den Bassins, da die Frösche sehr springfreudig sind.
Bis in die 1960er-Jahre wurden mit dem Krallenfrosch auch in deutschen Apotheken noch Schwangerschaftstests durchgeführt (der sogenannte Froschtest) – daher der Name „Apothekerfrosch“. Frauen, bei denen möglicherweise eine Schwangerschaft vorlag, brachten dem Apotheker ihren Morgenurin, von dem dann einem jungen Krallenfroschweibchen etwas unter die Haut in den dorsalen Lymphsack gespritzt wurde. Produzierte das Tier innerhalb von 12 Stunden Eier (manchmal bis zu 2000 Stück), galt dies als ein positiver Schwangerschaftsbefund.
Der Frosch reagiert bei diesem auch „Hogben-Test“ genannten Ablauf, den der englische Forscher Lancelot Hogben (1895–1975) Anfang der dreißiger Jahre in Kapstadt entdeckte, auf das gleiche Hormon (Humanes Choriongonadotropin oder hCG), auf das auch bei heute üblichen Verfahren zur Schwangerschaftsindikation geprüft wird. Theoretisch wären andere Froschlurche, beispielsweise die heimische Erdkröte (Bufo bufo), für diesen Test ebenfalls geeignet, aber die Haltungsbedingungen von adulten Erdkröten sind um ein Vielfaches aufwändiger. Bis nach dem Zweiten Weltkrieg herrschte ein schwunghafter Handel mit Wildfängen von afrikanischen Krallenfröschen. In den 1940er-Jahren gelang dann erstmals die erfolgreiche Nachzucht im Labor. Man hatte entdeckt, dass auch die Männchen mit den wirksamen Faktoren des Schwangerenurins, dem sogenannten „Prolan“, behandelt werden müssen, um die Fortpflanzung in Gefangenschaft besonders zu fördern.
Den Handel mit Apothekerfröschen kontrollierte über Jahrzehnte das Cape of Good Hope Inland Fisheries Department. Tausende Exemplare verschickte es weltweit pro Jahr an Labors ins In- und Ausland. Die zum Froschtest eingeführten afrikanischen Krallenfrösche waren häufig mit dem Chytridpilz (Batrachochytrium dendrobatidis) infiziert, der dadurch weltweit verbreitet wurde und heute als eine der Ursachen für das globale Amphibiensterben angesehen wird. Wie in einem im März 2019 veröffentlichten Science-Artikel festgestellt wurde, ist B. dendrobatidis (Bd) derzeit für erhebliche Bestandsrückgänge bei mehr als 500 Amphibienarten verantwortlich. In Deutschland sind nachweislich die stark gefährdete Wechselkröte sowie der Springfrosch davon betroffen. Neben dem Krallenfrosch gilt auch der Nordamerikanische Ochsenfrosch (Lithobates catesbeianus) als weiterer Überträger des Chritridpilzes.
Moderne Forschungsprojekte befassen sich intensiv mit den molekularbiologischen Auswirkungen bei Kreuzungen verwandter Krallenfroscharten sowie mit der Embryogenese von X. laevis unter verschiedenen Labor-Konditionen (z. B. Einfluss von α-Catenin auf die Zellteilung). Natürliche Kreuzungen zwischen Xenopus muelleri und Xenopus laevis wurden bereits 1968 von R.F. Inger beschrieben.

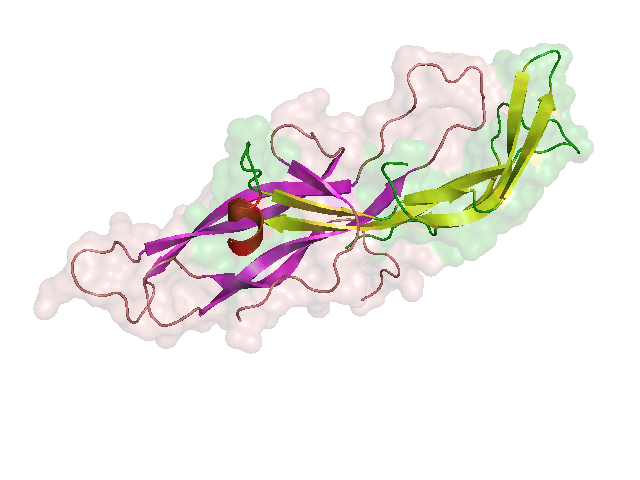
Struktur Humanes Choriongonadotropin, β-Untereinheit
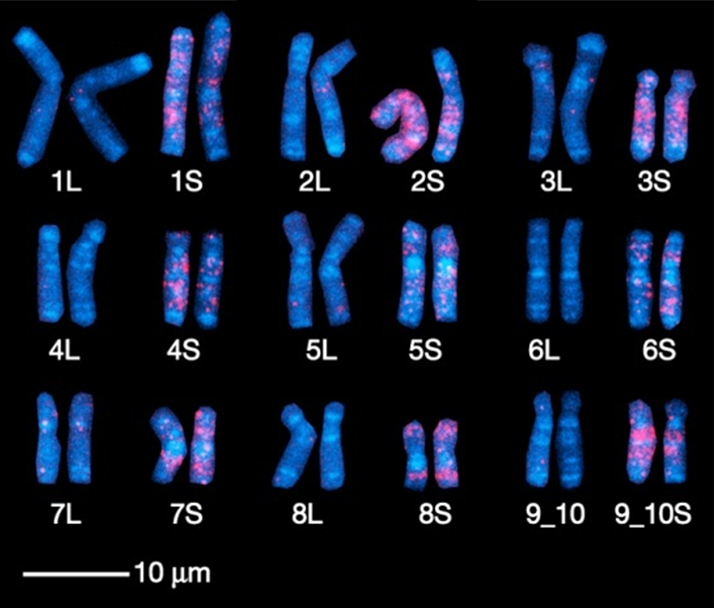
Chromosomenkarte X. laevis [21], Karyotyp
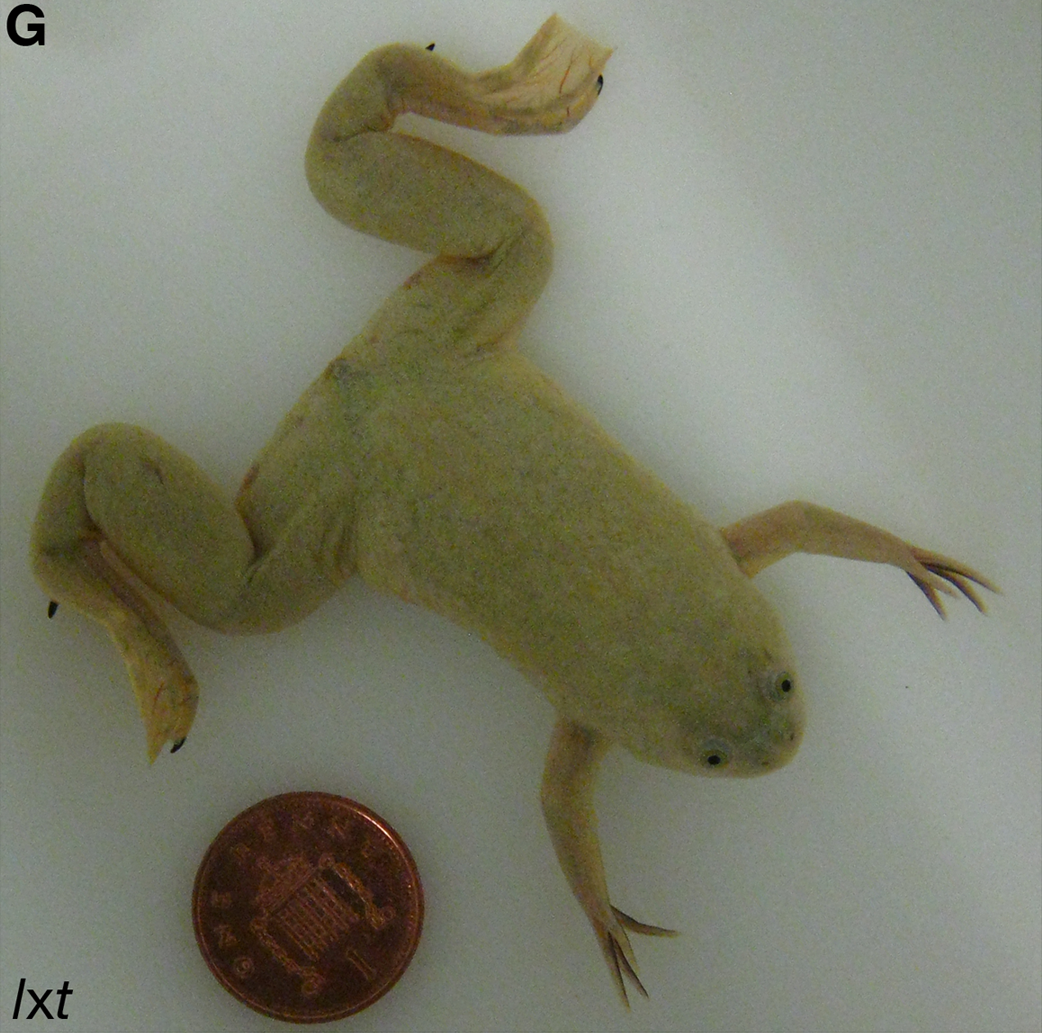
Kreuzungsexemplar X. laevis mit X. tropicalis, Nukleozytoplasmatischer Hybrid
- Regulation-der-klassischen-Cadherin-Membran-Expression von Eizellen

Rechtliches

Seit dem 1. Januar 1989 besteht in Deutschland durch die Versuchstier-Meldeverordnung eine gesetzliche Verpflichtung zur Erfassung der für wissenschaftliche Versuche verwendeten Tiere. Das deutsche Bundesministerium für Ernährung und Landwirtschaft veröffentlicht dazu jedes Jahr entsprechende Statistiken. Jede Einrichtung, die Tierversuche durchführen möchte, muss einen Tierschutzbeauftragten benennen. Diese sind entweder Tierärzte, Ärzte oder Biologen der Fachrichtung Zoologie sein. Sie sind dafür verantwortlich, im Betrieb auf die Einhaltung der tierschutzrechtlichen Regelungen zu achten sowie die Personen, die mit den Tieren umgehen, zu beraten. Im Mai 2002 wurde der Tierschutz auch in das Grundgesetz aufgenommen, um ihm mehr Gewicht zu verleihen. Eine Novellierung des Tierschutzgesetzes trat am 13. Juli 2013 in Kraft unter anderem mit Bestimmungen zu den Versuchstierrichtlinien. Diese gelten auch für den Krallenfrosch. 
X. laevis wurde 2022 in die Liste invasiver gebietsfremder Arten von unionsweiter Bedeutung für die Europäische Union aufgenommen.

## Historisches
Bereits in der bekannten und Anfang des 20. Jh. weit verbreiteten Enzyklopädie Brehms Tierleben (1920) findet sich eine ausführliche und gut bebilderte Beschreibung von Xenopus laevis, damals noch als Glatter Spornfrosch bezeichnet. Schon zu Lebzeiten von Alfred Brehm gelangten Exemplare aus dem heutigen Namibia (einst Deutsch-Südwestafrika) nach Deutschland und wurden in Zoologischen Gärten zur genaueren Beobachtung gehalten. Eine weitere aussagekräftige Illustration findet sich in dem Grundlagenwerk Amphibia and Reptiles von Hans Friedrich Gadow aus dem Jahr 1901. Die Illustration zeigt X. laevis und seine Larven im natürlichen Umfeld. Für Lehrzwecke an Universitäten und Zoologischen Museen konservierte man in Formalin eingelegte Exemplare in Glasküvetten.

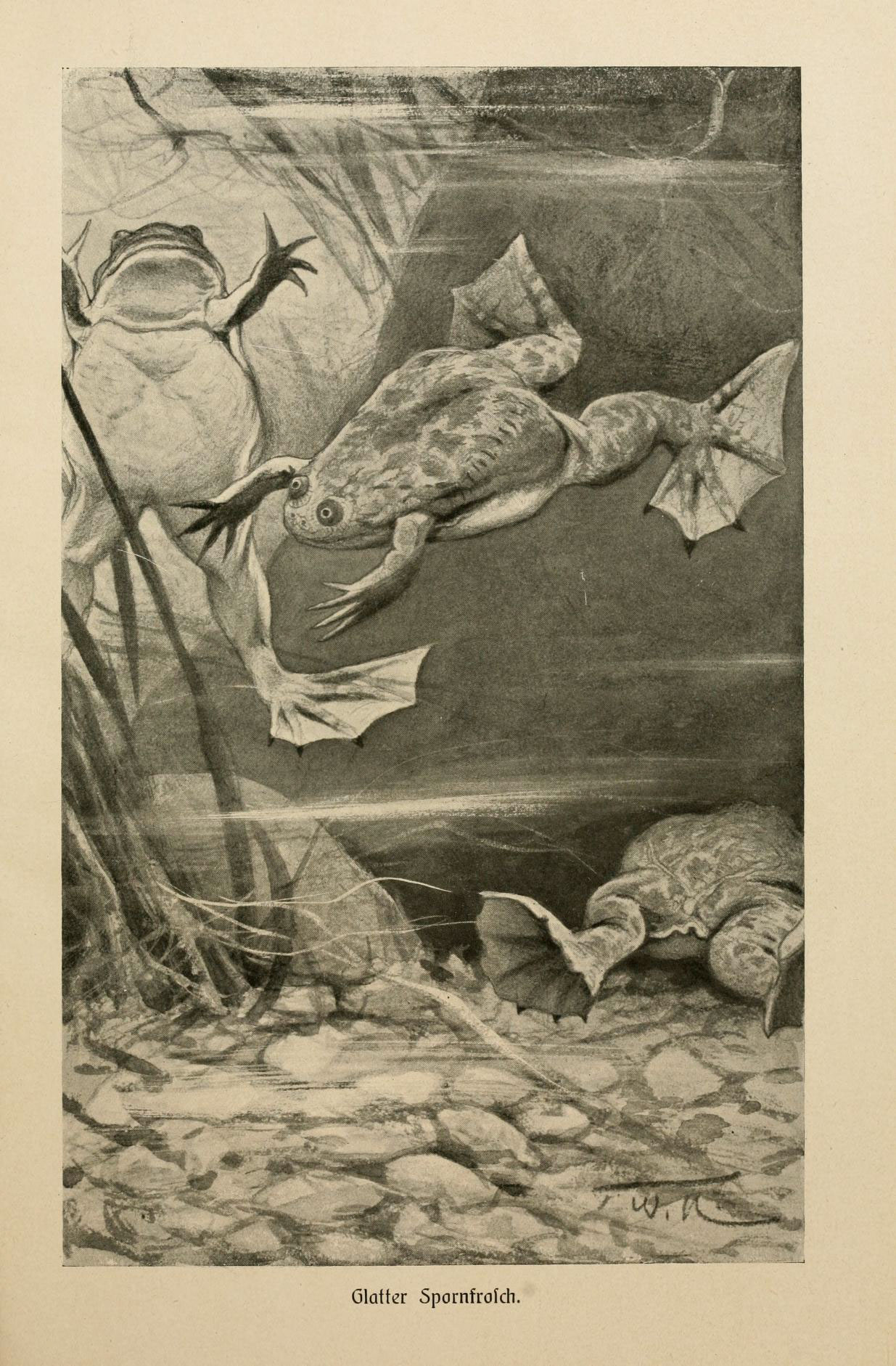
X. laevis, Brehms Tierleben, Bd. 4 (1) Lurche und Kriechtiere (1920)
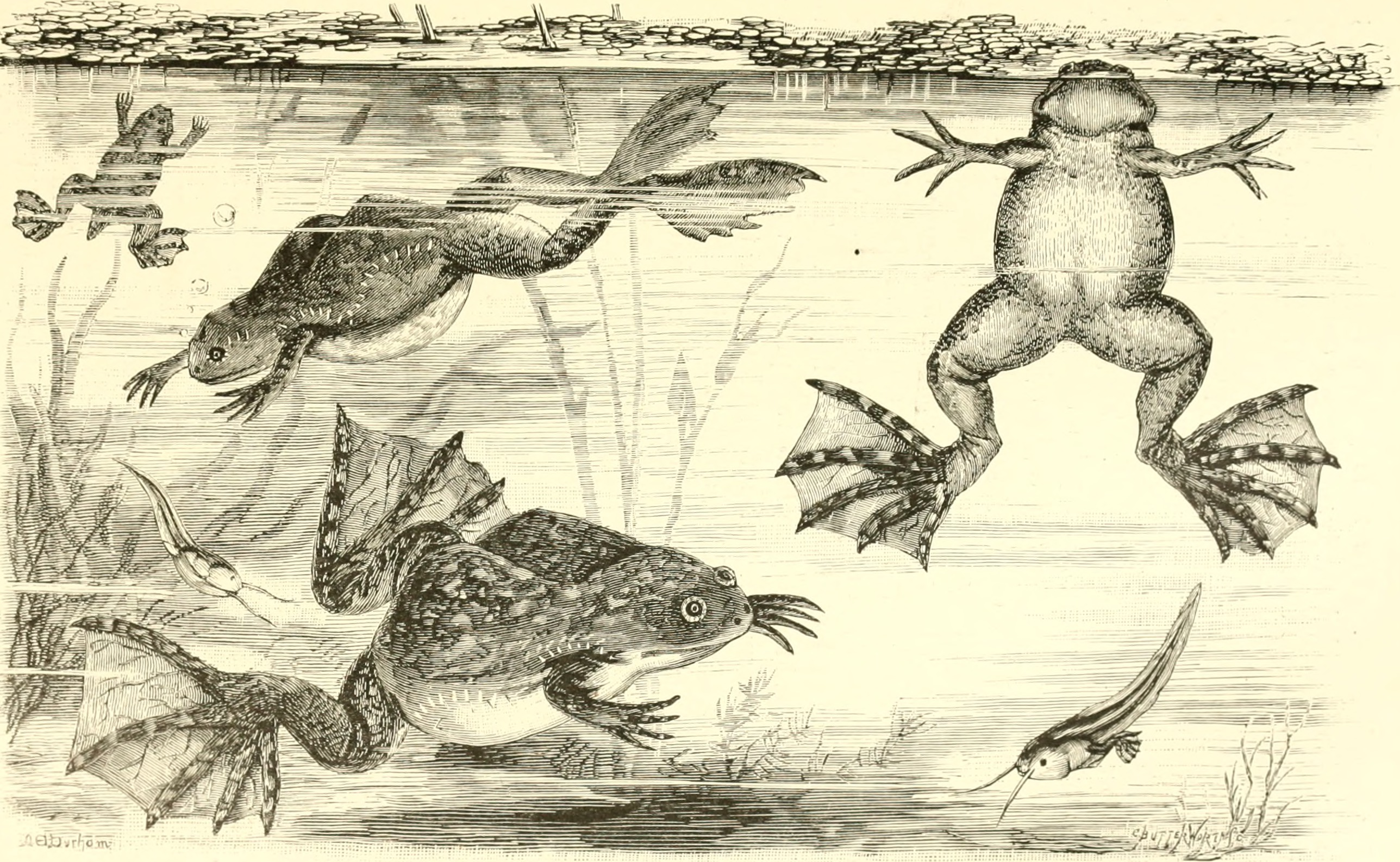
X. laevis, Clawed Toad, adult and larvae (Amphibia and Reptiles 1901)
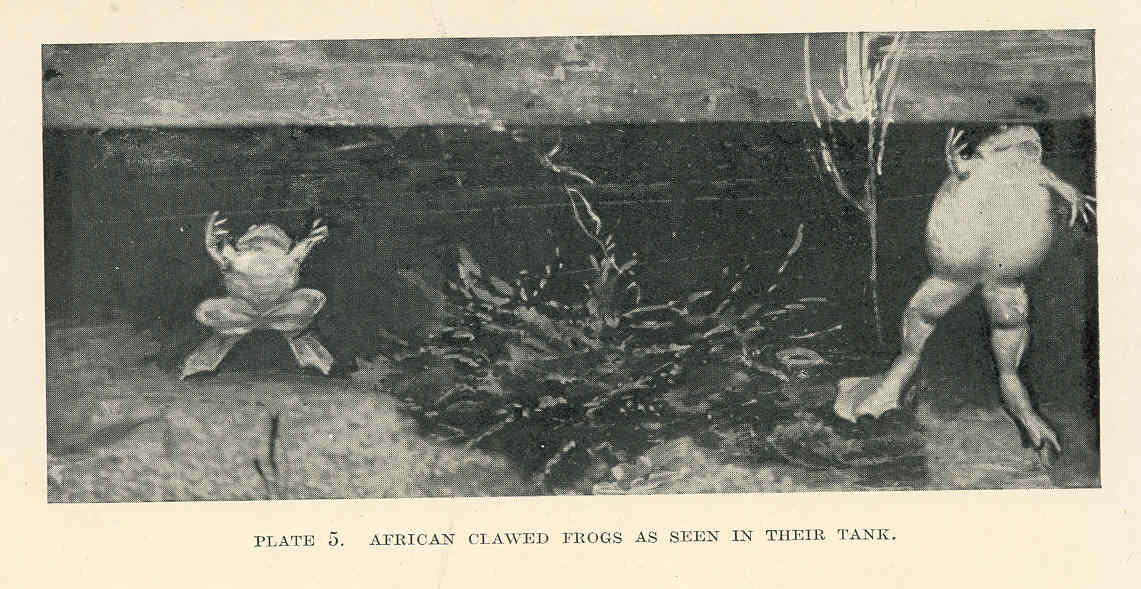
Krallenfrösche im Aquarium (Aufn. 1925)
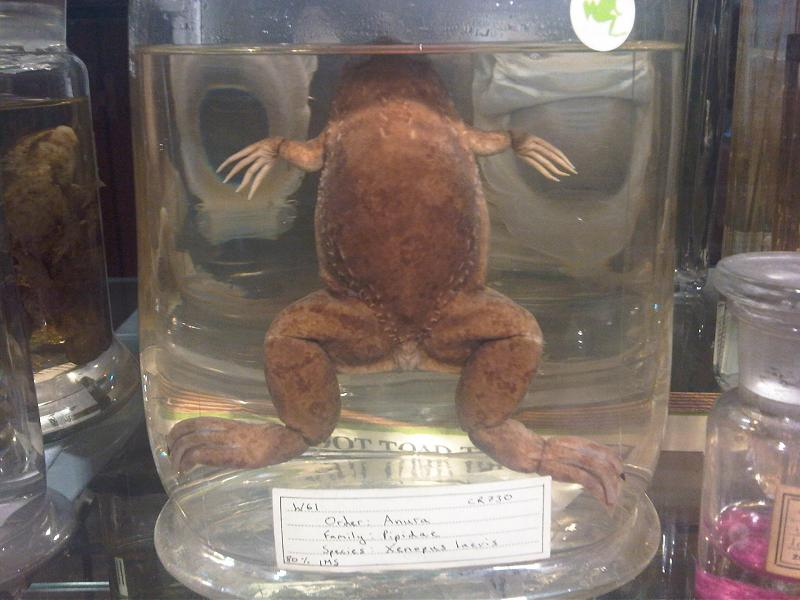
Formaldehydpräparat, Grant Museum of Zoology London.

Der Glatte Krallenfrosch findet sich seit langer Zeit auch als beliebtes Aquarientier in menschlicher Obhut. Dort ist er bis heute wegen seiner einfachen Haltung beliebt.

## Unterarten
- Xenopus laevis ssp. bunyoniensis (Loveridge, 1932)
- Xenopus laevis ssp. petersi (Bocage, 1895)
- Xenopus laevis ssp. poweri (Hewitt, 1927)
- Xenopus laevis ssp. sudanensis (Perret, 1966)